# Trichoprosopon cotopaxense
Trichoprosopon cotopaxense är en tvåvingeart som beskrevs av Levi-castillo 1953. Trichoprosopon cotopaxense ingår i släktet Trichoprosopon och familjen stickmyggor.
Artens utbredningsområde är Ecuador. Inga underarter finns listade i Catalogue of Life.